# Kostel svaté Anny (Oravská Lesná)

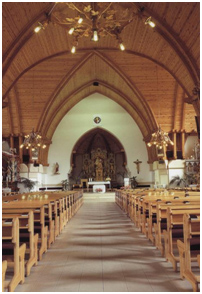
Interiér

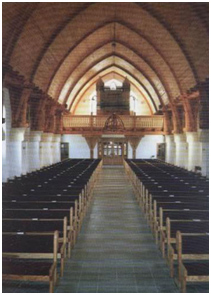
Varhany

Kostel svaté Anny v Oravské Lesné je římskokatolický kostel postavený v secesním stylu. Začal se stavět v roce 1910 z podnětu kněze Štěpána Mnoheľa (dokončen byl v roce 1914).
Tento chrám jedinečným způsobem skloubil dřevo, kámen, zdivo a vytváří tak impozantní jednolodní kostel v půdorysu jednoramenného kříže. Je dlouhý 47 m. Jeho kapacita je 550 míst k sezení a pojme i 1500 lidí. Jeho vnitřní výzdoba je jednoduchá. Klenby kostela jsou dřevěné. Žebra jsou ozdobeny zoubkováním, spočívají na travertinových hlavicích, na nichž jsou vytesány kříže. Oltáře pocházejí z původního starého kostela a z tyrolských dílen ze začátku 20. století. V roce 1905 věřící zakoupili křížovou cestu, v 30. letech varhany, v 70. letech místní řezbář Rudolf Svinčák doplnil do kostela 3 vyřezávané dřevěné lustry. Koncem 90. let kostel prošel generální opravou.
Pod vedením místního faráře Josefa Trstenského (správce farnosti v letech 1995–2004) byly provedeny opravy věže, zvonového mechanismu, oltářů, topení, zateplení , ozvučení, zařízení interiéru, elektroinstalace, osvětlení interiéru a exteriéru, ladění varhan, oprava šindelové střechy a fasády, vstupní brány a vchodů.
Věž kostela je vysoká 37 metrů. Jsou v ní umístěny 4 zvony. Kostel je zasvěcen svaté Anně.

## Dějiny
Kapitolu dějin farnosti obce Oravská Lesná, která je bezprostředně spojena s výstavbou nového kostela sv. Anny ve středu obce, začal psát novoťský rodák, kněz Štefan Mnohel. Když nastoupil do Oravské Lesné jako farář, trápil ho ubohý stav původního dřevěného kostela. Rozhodl se tento problém řešit výstavbou nového kostela v centru obce. Stavba nového kostela začala v roce 1910. Projekty byly vypracovány inženýry z Budapešti. Kostel měl stát 83 000 rakousko-uherských korun. Z toho 50 000 měl uhradit "Fundus Religion" - jako patron a samotní věřící měli vybrat zbytek. Na dobrovolných sbírkách se vybralo jen velmi málo peněz, protože obyvatelé byli velmi chudí.
Na stavbě kostela pracovali různí odborníci. Dřevařské práce dělali tesaři z jižní Moravy a zpracovávali místní dřevo. Zedníci byli z Liptova. Hlavní kameny na sloupy byly dováženy vlakem do Oravského Podzámku. Všichni si dávali záležet na tom, aby stavba kostela byla provedena co nejkvalitnější. Výstavba byla dokončena v roce 1914.

## Architektura
Kostel sv. Anny byl postaven v jedinečném, na svou dobu pokrokovém, architektonickém stylu, secesi. Harmonicky spojil lidové, stylové a technické prvky a tímto vytvořil hodnotnou architekturu, která překračuje regionální význam.
Půdorys kostela tvoří jednoramenný kříž, který přirozeně rozděluje kostel na dvojlodní prostor. Délka hlavní lodi je 47 metrů a její šířka je 10 metrů. Výška věže je 37,8 m a výška kříže 1,6 m.
Do kostela vedou dva vchody. Hlavní, který je orientován na západ a boční vchod ze severní strany. Vstupní portál kostela je celodřevěný, postavený na kamenných zděných základech. Tvarem připomíná západní část hlavní lodi. Nad ním se nachází 5 štíhlých vysokých oken se zalomenými oblouky. Po obou stranách západního průčelí kostela jsou situovány věžičky, které jsou polozapuštěny do střechy. Nad svatyní kostela je východně od hlavní věže nižší věžička, v níž se nachází jeden zvon.
Na severní straně kostela je boční vstup, nad kterým je také 5 oken, tvarově a rozměrově shodných s okny z průčelí. Tato okna se také opakují na jižní straně. Jihovýchodní stranu kostela tvoří sakristie, která je následně propojena s budovou fary překrytou chodbou. Stěny kostela jsou z kamene, který je omítnutý.

## Interiér
Interiér kostela je vytvořen jedinečným spojením dřeva, kamene, zdiva. Konstrukci překlenutí tvoří křížová klenba se zalomeným půlobloukem, která se nachází nad centrální částí kostela. Je vyrobena z borovicového dřeva, které je bohatě zdobené různými ornamenty, typickými pro danou dobu tohoto regionu. Spodní část těchto trámů je rozšířená a ozdobena květinovými ornamenty. Všechny trámy jsou položeny na sloupech, které jsou pravidelně rozmístěny po obvodu kostela. Sloupy tvoří kamenné patky s obdélníkovou základnou a také kamenné hlavice lichoběžníkového tvaru, do kterých je vytesán křížový ornament ve tvaru kruhu. Jejich střední část je postavena z kamenného zdiva.
Nad hlavním vchodem je celodřevěný chór, na který se vystupuje po schodišti z vnitřku kostela. Viditelné nosné ale i nenosné části chóru jsou taktéž bohatě zdobené květinovými vzory.
Ve svatyni kostela se nachází hlavní oltář. Zobrazuje sv. Annu s dcerou Marií. Po stranách jsou sochy sv. Joachima, manžela sv. Anny a sv. Josefa - manžela P. Marie. Klenba svatyně je nižší než klenba hlavní lodi a úroveň její podlaží je vyvýšené oproti úrovni zbytku kostela. Tento výškový rozdíl se překonává třemi kamennými stupni.
V příčné lodi se nacházejí boční oltáře. V severní části u vchodu je oltář, který byl přemístěn z původního starého dřevěného kostela. Jeho nosnou část tvoří olejomalba na plátně s výjevem sv. Anny s Marií. Po jeho stranách jsou sochy dvou andělů. Druhý boční oltář je místem Božího hrobu. Ze vzácnějších děl uchovaných v kostele je třeba zmínit sochu Nanebevzetí Panny Marie, která je umístěna v blízkosti bočního vstupu.